# Paniowce (obwód tarnopolski)
Paniowce (Paniowce Zielone) – wieś na Ukrainie w rejonie czortkowskim należącym do obwodu tarnopolskiego, położona nad rzeką Zbrucz.